# Сдот-Ям

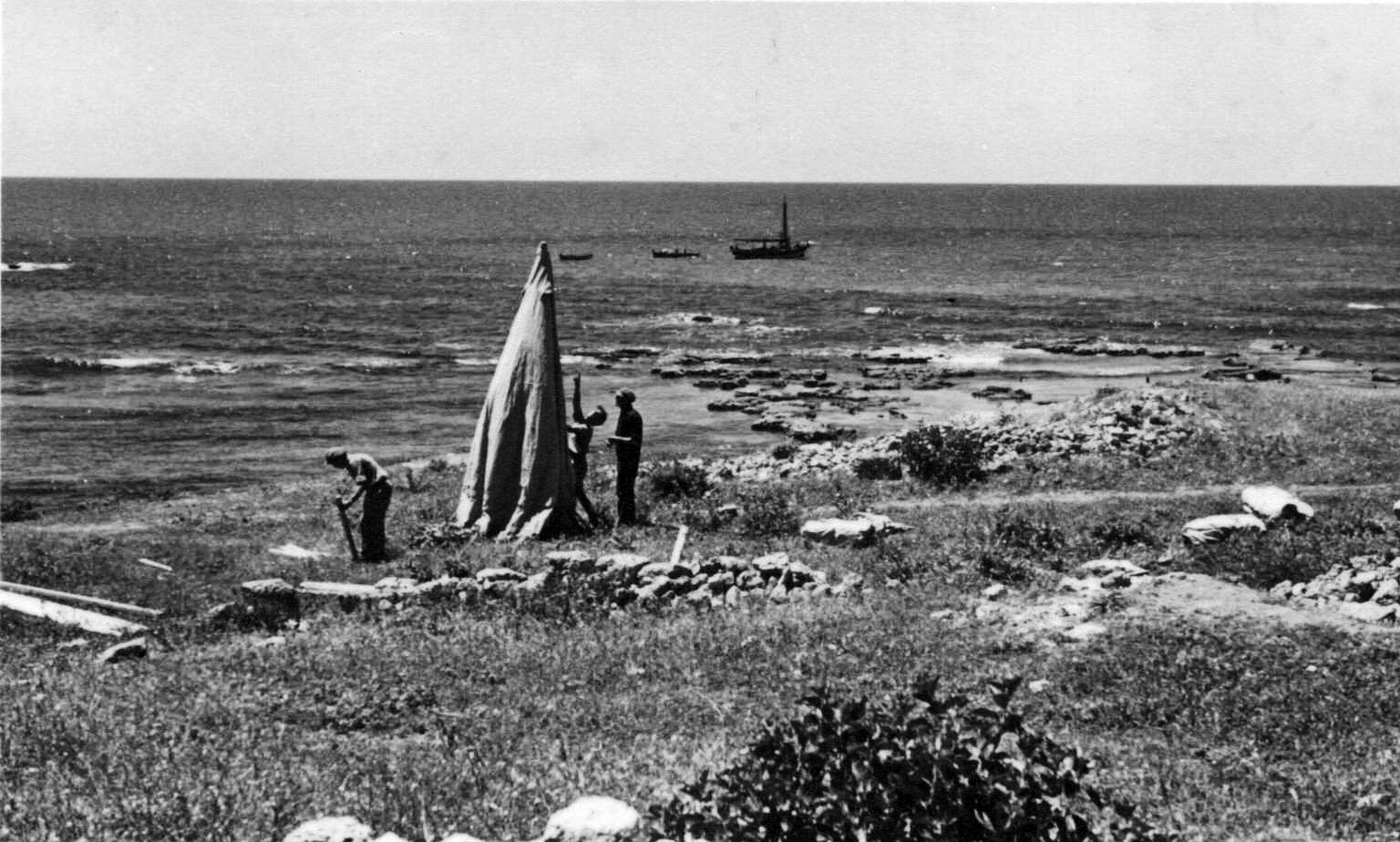
Возведение первой палатки на месте нынешнего кибуца в 1940 году

Сдот Ям (ивр. שְׂדוֹת יָם‎ — Морские поля) — кибуц в Израиле. Расположен на берегу Средиземного моря непосредственно к югу от города Кейсария. Входит в состав регионального совета Хоф-ха-Кармель в Хайфском округе. Основан в 1936 году и перенесён в его нынешнее месторасположение в 1940 году. 

## История
Кибуц первоначально был основан в 1936 году в районе Крайот к северу от Хайфы. Жители кибуца занимались рыболовством, но в реальности кибуц служил базой для еврейской группировки Пальям, занимающейся провозом нелегальных еврейских иммигрантов в подмандатную Палестину. В 1940 году кибуц перенесён в своё нынешнее месторасположение к югу от Кейсарии (примерно в 60 км от первоначального месторасположения).

## Население
По данным Центрального статистического бюро Израиля, население на начало 2020 года составляло 1 096 человек.

## Экономика
В первые годы экономика кибуца основывалась на рыболовстве. В настоящее время в кибуце имеется крупный завод по производству искусственного мрамора, два зала специализирующихся на проведение торжеств на берегу моря, гостинично-туристический бизнес, археологический и исторический музеи. Также кибуц занимается сельским хозяйством (молочное скотоводство, выращивание бананов и авокадо).

## Культура

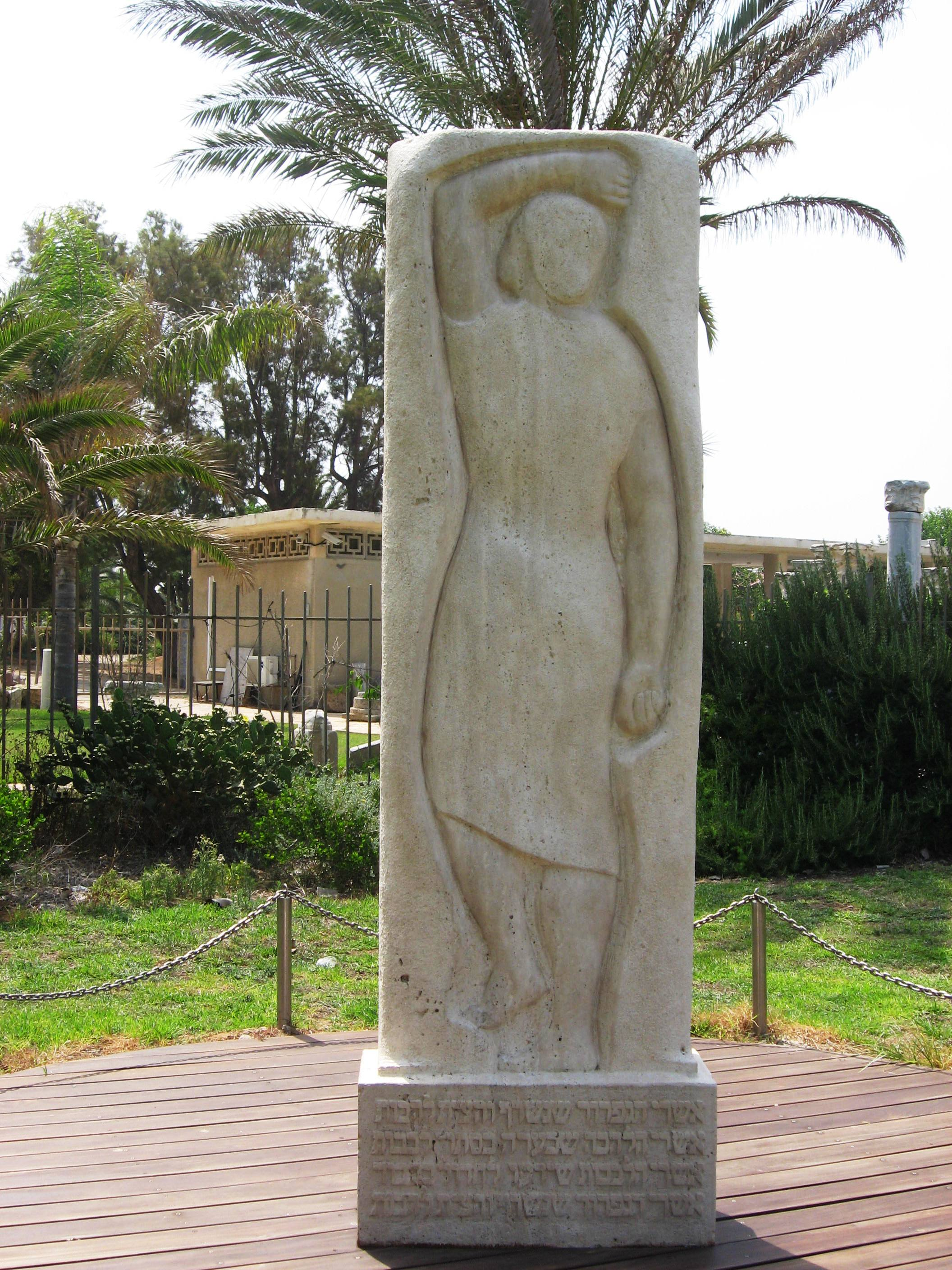
Памятник Хане Сенеш в кибуце Сдот-Ям

В кибуце расположен дом-музей еврейской поэтессы и героини Второй мировой войны Ханы Сенеш, которая жила и работала в кибуце с декабря 1941 по февраль 1943. Музей включен в национальный культурно-исторический проект «Наследие» и финансируется правительством Израиля. Он принимает 15 тысяч посетителей в год.